# Georges Thill
Pour les articles homonymes, voir Thill.
Georges Thill est un ténor français, né le 14 décembre 1897 à Paris et mort le 15 octobre 1984 à Draguignan dans le Var.

## Biographie
Fils d'un éditeur parisien, Georges Thill nait à Paris le 14 décembre 1897. Tout jeune, il se plait à chanter et le fait volontiers sur demande, même devant ses collègues de la Bourse des valeurs, où il travaille dès 1915 ; mais il est loin de penser à faire carrière dans le chant, quoiqu'il est déjà doté d'une voix puissante.
Thill raconte plus tard avoir appris par cœur, aux écouteurs d'un juke-box de l'époque, deux airs italiens chantés par Caruso, tirés des opéras Tosca et Paillasse. Ces enregistrements, reproduits à la mauvaise vitesse, l'habituent à placer sa voix trop haut. Il avait, comme il le dit lui-même, « le chant véritablement dans la peau » et devait résumer ses toutes premières leçons à ces deux extraits.
Thill, appartenant à cette génération de conscrits de la Grande Guerre, est appelé au front en 1916. Il y a l'occasion de chanter devant ses compagnons d'armes. Il termine la guerre dans l'aviation comme pilote.
À la fin des combats, un oncle le pousse à passer une audition au Conservatoire de Paris, où il est admis en novembre 1918. Ses deux premières années de formation (1919-20) avec la basse André Gresse comme professeur de chant sont pourtant difficiles et frustrantes pour le futur grand ténor, qui ne trouve toujours pas comment placer une voix déjà trop courte. Il obtient seulement en fin de cycle un 2e accessit de déclamation lyrique.
En janvier 1921, il décide, sur les conseils d'un ami, le ténor Mario Podesta, qui a fait des progrès fulgurants, de se rendre auprès du célèbre ténor Fernando De Lucia, spécialiste du répertoire du bel canto, qui enseigne à Naples. Ce chanteur renommé s'aperçoit rapidement de la qualité des aigus de son nouvel élève et de la faiblesse et de l'instabilité de ses registres médium et grave. Thill gagne par l'enseignement de De Lucia le renforcement de son bas registre, le contrôle du souffle, un legato exemplaire et une diction étonnante de clarté. Les leçons de ce professeur restent présentes à son esprit tout au long de sa carrière et vont lui servir à aborder plus tard des rôles dramatiques plus lourds. Il reste deux ans auprès de De Lucia, avant que ce dernier ne tombe gravement malade et ne meure.
Thill décide, au début de 1924, d'entrer à l'Opéra de Paris (alors dirigé par Jacques Rouché) plutôt qu'à La Scala de Milan ; ce qui aurait été la suite logique de ses études du chant italien et conforme aux vœux de son maître. Cette décision marque la singularité de sa carrière, car il devient, par la suite, le spécialiste incontesté de l'opéra français (qui touche alors à la fin de son âge d'or) et, à travers le monde entier, l'un de ses interprètes emblématiques. Il parvient par ses qualités uniques à s'imposer peu à peu dans ce temple lyrique où règne pourtant le grand ténor parisien Paul Franz, qui ne devait quitter l'établissement qu'en 1938.
il fait ses adieux à la scène en 1953 à l'Opéra comique, dans Paillasse et, en concert, au Théâtre du Chatelet en 1956. Il se retire à Lorgues dans le Var.

## Principaux jalons de sa carrière
Cette liste s'appuie sur la chronologie exhaustive établie par André Segond (cf. Bibliographie).
- Le 24 février 1924, il fait ses débuts dans Thaïs de Massenet (rôle de Nicias), avec comme partenaires Geneviève Vix et J. F. Delmas. Suivront Faust, de Gounod, et Rigoletto, de Verdi (rôle du duc de Mantoue). Des rôles qui le firent connaître. Il participe aussi à la création de quelques œuvres secondaires, aujourd’hui oubliées.
- 1925
  - Février : débuts au Théâtre de Monte-Carlo, dans Thaïs.
  - Théâtre de Mons, le 3 décembre, dans Faust.
- 1925-27
  - Opéra de Paris principalement (jusqu’en 1929), avec les œuvres de Gounod (Faust et Roméo et Juliette), de Massenet (Thaïs, Hérodiade), de Berlioz (La Damnation de Faust), de Gluck (Alceste), de Verdi (Aida, Rigoletto et La Traviata), de Leoncavallo (Paillasse), de Wagner (Lohengrin). Tout au long de sa carrière, la plupart de ces œuvres seront, avec Werther, de Massenet, celles qui lui seront les plus demandées.
- 1928
  - Opéra de Paris : Turandot (Puccini), Carmen (Bizet), Mârouf, savetier du Caire (Rabaud).
  - Covent Garden de Londres, fin mai, dans Samson et Dalila (Saint-Saëns).
  - Arènes de Vérone, fin juillet, dans Turandot, « succès qui va lui ouvrir les portes de la Scala, l’année suivante ».
  - Théâtre royal de Gand, début décembre, dans Faust.
- 1929
  - Opéras de Paris et de Monte-Carlo : Parsifal (Wagner), Andrea Chénier (Giordano), Martha (Flotow), Les Troyens (Berlioz), Guillaume Tell (Rossini), Tosca (Puccini).
  - Débuts à la Scala de Milan (début mars) : Turandot.
  - Première tournée en Amérique latine : Buenos Aires, puis Montevideo.
  - Pendant le dernier trimestre, il chantera plusieurs fois à l’Opéra-Comique Carmen et Werther.
- 1930
  - La Scala de Milan, en janvier, février et avril, dans Turandot, La fanciulla del West (Puccini) et Andrea Chénier.
  - Opéra de Monte-Carlo : Tannhäuser, de Wagner.
  - Buenos Aires : Don Carlo (Verdi), Sadko (Nikolaï Rimski-Korsakov), Mefistofele (Boito) ; Opéra de Paris : Les Troyens.
- 1931
  - Opéra de Paris : Hérodiade, Werther et Esclarmonde (Massenet) ; Lohengrin et Tannhäuser.
  - Première tournée en Amérique du Nord : au Metropolitan de New York : Roméo et Juliette, Faust, Aida. Puis Baltimore : Tosca  ; Cleveland : Carmen.
  - Tournée en Amérique du Sud : Buenos Aires ; Rio de Janeiro.
- 1932
  - Anvers, Liège, et Vienne.
  - Tournée en Amérique du Nord : New York, Philadelphie : Sadko et Lakmé, de Delibes.
- 1933
  - Barcelone, Genève et Copenhague. Monte-Carlo : Valses de Vienne (Strauss)
  - Opéra de Paris : Les Maîtres Chanteurs de Nuremberg (Wagner) et Vercingétorix (Canteloube).
- 1934 À partir de cette année, il chantera essentiellement dans les principaux théâtres de métropole.
  - Monte-Carlo : La Belle Hélène (Offenbach).
  - En janvier, il reçoit la croix de chevalier de la Légion d’honneur.
  - En avril, il débute au cinéma avec le film Chansons de Paris de Jacques de Baroncelli.
  - En juin, de retour d’Aix-en-Provence, il est victime d’un accident de voiture - le chanteur est un amateur de puissantes automobiles et passionné de vitesse - près de Moulins, où il fut hospitalisé pour une fracture du fémur. En août, il était de retour dans la région parisienne pour sa rééducation.
  - En octobre, il reprend son activité avec le tournage du film de Charles Barrois : Aux portes de Paris. Son rétablissement l’avait éloigné jusqu’à la fin de l’année de la scène, où il revint chanter Aida et les deux Faust (Berlioz et Gounod) au Palais Garnier.
- 1935 Les concerts prennent de plus en plus de place dans son programme.
  - Belgique et Suisse, Belgrade, Budapest, Athènes, Afrique du Nord.
  - En mai, Grand Prix du Disque pour l’air d’Énée « Inutiles regrets » des Troyens de Berlioz (dir. Eugène Bigot).
  - Il enregistre la version chantée de La Truite (musique de Franz Schubert et paroles de Louis Pomey[3]).
- 1936
  - Opéra de Paris, en avril : Les Huguenots (Meyerbeer).
  - Buenos Aires en juillet. Rio de Janeiro et São Paulo, en septembre. Concerts en Russie (qui s’étendront jusqu’en janvier suivant).
  - En mai, Grand Prix du Disque pour le rôle de Julien de Louise de Gustave Charpentier, enregistré avec Ninon Vallin et André Pernet (dir. Eugène Bigot).
- 1937 Thill chante principalement en France. Ses tournées lointaines à l’étranger vont se raréfier.
  - Opéra de Paris, dans Ariane (Massenet) en février.
  - Concerts à Berlin, en Belgique et en Suisse.
- 1938
  - Afrique du Nord, Genève, Sofia, Belgrade, Buenos Aires.
  - En septembre : tournage de l’opéra filmé Louise par Abel Gance, avec Grace Moore et André Pernet.
- 1939
  - Belgique, puis Stockholm. « À partir de septembre, une dizaine de concerts radiodiffusés. »
- 1940-45 Principalement des concerts et quelques rares opéras : surtout Werther, Carmen, Paillasse et Lohengrin (métropole et territoires français), Louise.
  - 30 décembre 1940 : Samson et Dalila. « Cet opéra sera le dernier chanté par Georges Thill au Palais Garnier. »
  - Décembre 1943, en Belgique.
  - Il réside au 90, avenue Raymond-Poincaré à Paris (LE TOUT-CINEMA 1946).
- 1946
  - Tournée de concerts en Belgique, Suisse, Autriche, Québec, Australie, Nouvelle-Zélande, Égypte.
- 1947-56 Des concerts, à très peu d’exceptions près, en métropole et territoires français.
  - 1951 : « Il est au repos à partir de septembre et sera encore inactif jusqu'en juin 52, et ne reprendra cette année que pour trois concerts. »
  - 25 mars 1956 : concert d’adieux au Théâtre du Châtelet.
  - Entre 1929 et 1935, il habite à la villa le Rocher, au 11, avenue de la Forêt à Bois-le-Roi[réf. nécessaire].
  - « À partir de 1975, il se retire dans son mas de Lorgues, près de la ville de Draguignan où il meurt à près de 87 ans. »[4]
  - Une rue Georges Thill existe à Paris dans le 19e arrondissement.

## Type de voix
La voix de Thill est celle d’un ténor demi-caractère (ou lyrique) au timbre clair et à l’aigu facile et large, mais au médium et bas-médium suffisamment affermis (chez De Lucia) pour tenir couramment les rôles dramatiques d’un « lirico-spinto », tels ceux de Lohengrin et de Radamès (Aida); voire de se frotter, sans toutefois en abuser, à ceux de Tannhäuser, Parsifal, Don Carlo, Samson et autres plutôt dévolus aux forts-ténors. Voix virile, souple et élégante, miraculeusement homogène sur deux octaves, qui porte sans forcer, sans la nasalisation typique du chant français classique. On a pu lui reprocher un peu d’accent pointu parisien qui lui revenait parfois. On disait que la voix de Caruso était de cuivre et que celle de Thill était d’argent.

## Enregistrements
Thill enregistra plus de 200 faces électriques en 78 tours (et 4 seulement en acoustique). Aujourd’hui, les enregistrements les plus importants ont été repiqués sur disques-compacts. Malibran-Musique vient de commencer une intégrale Georges Thill.
Parmi les plus intéressants et surtout les plus couramment disponibles figurent :
- EMI : Airs d’opéras français, CDM 7695482, Gluck (Admète), Berlioz (Faust), Gounod (Roméo, Faust), Massenet (Rodrigue, Werther), Bizet (Don José), Rossini (Tell), Saint-Saëns (Samson) : des airs parmi les plus réussis du chanteur
- NAXOS : l’opéra Werther, de Massenet (2 CD) 8.10061-62 : G. Thill, N. Vallin, G. Féraldy, M. Rocque, A. Narçon.
  - rôle fétiche du ténor qui y reste inégalé
  - plus 6 airs de Massenet: Sapho, Le Cid (2), Manon (2), Hérodiade

- NAXOS : l'opéra Louise, de Charpentier (1 CD) 8.110225
  - N. Vallin, G. Thill, A. Pernet, A. Lecouveur
- Austro Mechana Historic Recordings 89168 (Lebendige Vergangenheit)
  - 19 airs dont ceux moins courants de Parsifal, La Traviata, Turandot, Tosca. Et deux airs (les seuls connus en italien): « Nessun dorma » (Calaf) et « Un di all’azzurro spazio :» (Andrea Chénier).
- Louise de Charpentier (DVD, de Bel Canto Society, BCS D0670) film d’Abel Gance (1938).
  - Avec G. Moore, G. Thill, A. Pernet.

- Enfin une curiosité : un reportage des actualités de l’époque filmé dans le salon du domicile du chanteur à Saint-Germain-en-Laye et le montrant répétant un passage de Vercingétorix, opéra de Joseph Canteloube (qui se mettra lui-même au piano) créé en mai 1933. Thill y chante un passage sans plus d’efforts apparents que s’il le sifflait. Ce clip est actuellement disponible à partir d’un site de vidéos.

## Sources bibliographiques
- Avant-scène : Georges Thill et l'opéra, hors-série, septembre 1984
- André Segond : Album Georges Thill, Edisud, 1984
- Alain Pâris : Dictionnaire des interprètes, Laffont, 1995
- Richard Martet, Les grands chanteurs du XXe siècle, Paris, Buchet-Chastel, 2012, p. 65-70
- Jean-Sébastien Macke, « Georges Thill, gloire internationale de l'opéra », Artistes parisiens à la campagne, « Les beaux jours de Bois-le-Roi », coordination, Pierrette Marne, Association Bois-le-Roi Audiovisuel et Patrimoine,‎ 2024, p. 160-163 (ISBN 978-2-9561593-3-9)